# 1. FC Achternberg
1. Fußball-Club Achternberg war ein Fußballverein aus dem Gelsenkirchener Stadtteil Rotthausen und wurde 1968 gegründet.

## Geschichte
Größter Erfolg des Vereins war das Erreichen der Endrunde des DFB-Pokals 1985/86 als damaliger Bezirksligist. Der 1. FC Achternberg hatte das Endspiel im Westfalenpokal gegen den TuS Paderborn-Neuhaus mit 2:4 verloren. In der ersten Hauptrunde unterlag der Verein dem damaligen Zweitligisten VfL Osnabrück auf der Bezirkssportanlage Auf der Reihe mit 0:2. Ein Jahr später stieg die Mannschaft in die Landesliga auf, die der Verein 1989 nach zwei Jahren als abgeschlagener Tabellenletzter wieder verlassen musste.
2001 fusionierte der Verein mit dem SSV Rotthausen zum SSV/FCA Rotthausen 2000. Der SSV Rotthausen war der Nachfolgeverein des SV Rotthausen, der im Jahre 2000 insolvenzbedingt aufgelöst werden musste. 